# جيف غارسيا
جيف غارسيا (بالإنجليزية: Jeff Garcia)‏ هو لاعب كرة قدم أمريكية ولاعب كرة القدم الكندية أمريكي، ولد في 24 فبراير 1970 في غيلروي في الولايات المتحدة.

## وصلات خارجية
- جيف غارسيا على موقع إي إس بي إن.كوم (أن.أف.أل)3
- جيف غارسيا على موقع مرجع كرة القدم المحترفة.كوم (الإنجليزية)
- جيف غارسيا على موقع JustSportsStats.com (الإنجليزية)
- جيف غارسيا على موقع إن إن دي بي (الإنجليزية)